# Willem Herbots
Willem Herbots (25 oktober 1999) is een Belgisch acteur. Hij is vooral bekend van zijn rol als Robbe IJzermans in de dramaserie wtFOCK.
Herbots begon zijn acteercarrière op 13-jarige leeftijd. Hij heeft 1 broer en 1 zus, hoewel Willem de enige acteur in zijn familie is.
Herbots kreeg na een auditie de rol van Robbe IJzermans toegewezen in de onlinereeks wtFOCK. Na 5 seizoenen deze rol te hebben gespeeld, eindigde de serie in 2021. In 2022 speelde hij ook in de dramafilm Ritueel, waar hij de rol van Jonas speelde.

## Filmografie

### Films
- Ritueel - Jonas Deloitre (2022)

### Televisieseries
- wtFOCK - Robbe IJzermans (2018-2021)  (VIJF, Telenet)